# Osphranteria lata
Osphranteria lata là một loài bọ cánh cứng trong họ Cerambycidae.